# Kevon Lambert
Kevon Jamar Lambert (* 22. März 1997 in Lionel Town) ist ein jamaikanischer Fußballspieler.

## Karriere

### Verein
Von Portmore United wechselte er 2016 zum Montego Bay United FC. Im selben Jahr hatte er zudem auch ein Probetraining bei West Ham United gehabt. Im Mai 2018, folgte dann noch ein Probetraining in Serbien beim FK Vojvodina. Hier kam es aber wie auch schon bei West Ham nicht zu einer Vertragsunterzeichnung.
Schlussendlich unterschrieb er im August 2017 dann in den USA beim USLC-Klub Phoenix Rising FC. Nach vielen Jahren hier wechselte er nach über 150 Ligaeinsätzen für Phoenix im August 2023 in die MLS zum Franchise Real Salt Lake City. Dort hatte er am 27. August 2023 dann bei einer 0:3-Niederlage gegen Houston Dynamo auch sein Debüt.

### Nationalmannschaft
Sein erstes bekanntes Spiel für die A-Nationalmannschaft hatte er am 26. Februar 2017 bei einem 1:0-Freundschaftsspielsieg über Honduras, wo er in der Startelf stand und in der 74. Minute für Andre Lewis ausgewechselt wurde. Danach folgten im Sommer noch Einsätze beim Halbfinale sowie dem Finale der Karibikmeisterschaft 2017, wo seine Mannschaft den Titel gegen Curaçao knapp verpasste. Kurz danach war er dann auch mit beim Gold Cup 2017, wo er in allen Partien eingesetzt wurde und auch hier wieder knapp den Titel verpasste.
Nach weiteren Freundschaftsspieleinsätzen in der nächsten Zeit war er auch mit beim Gold Cup 2019, bekam hier aber nur einen Einsatz in einem Gruppenspiel. Im Sommer 2022 war er auch bei Spielen der Nations League aktiv, verpasste mit seinem Team hier aber die Endrunde. Auch beim Gold Cup 2023 war er dann nun dabei und wurde in zwei Gruppenspielen, sowie den beiden Partien der K.o.-Phase eingesetzt.